# دولار جزر كوك
دولار جزر كوك هي العملة الوطنية في جزر كوك جنبا إلى جنب مع الدولار النيوزيلندي,وينقسم دولار كوك إلى 100 فلس.

## الأوراق النقدية
بدأت حكومة جزر كوك في يونيو 1995 باستخدام الدولار النيوزيلندي، لكن 3 دولارات وجميع العملات المعدنية لا تزال قيد الاستخدام. أصدرت وزارة المالية والإدارة الاقتصادية في جزر كوك في 4 أغسطس 2021 ورقة نقدية 3 دولارات بوليمر جديدة.
| سلسلة 1987 | سلسلة 1987 | سلسلة 1987                                             | سلسلة 1987              |
| الصورة     | القيمة     | الوصف                                                  | الوصف                   |
| الصورة     | القيمة     | الوجه                                                  | العكس                   |
| ---------- | ---------- | ------------------------------------------------------ | ----------------------- |
|            | $3         | إينا والقرش (أسطورة بولينيزية)                         | الكانو، تي رونجو        |
|            | $10        | إينا والقرش (أسطورة بولينيزية)                         | مجموعة تماثيل           |
|            | $20        | إينا والقرش (أسطورة بولينيزية)                         | محارة، صدفة سلحفاة، طبل |
| سلسلة 1992 |            |                                                        |                         |
|            | $3         | الكنيسة المسيحية، أفاروا (راروتونجا)؛ غاردينيا تاهيتية | إيتوتاكي                |
|            | $10        | الكنيسة المسيحية، أفاروا (راروتونجا)؛ غاردينيا تاهيتية | راروتونغا               |
|            | $20        | الكنيسة المسيحية، أفاروا (راروتونجا)؛ غاردينيا تاهيتية | نجابوتورو ومانجايا      |
|            | $50        | الكنيسة المسيحية، أفاروا (راروتونجا)؛ غاردينيا تاهيتية | المجموعة الشمالية       |
| سلسلة 2021 |            |                                                        |                         |
|            | $3         | إينا والقرش (أسطورة بولينيزية)                         | زورق، تمثال             |